# Rhytiodus
Rhytiodus és un gènere de peixos de la família dels anostòmids i de l'ordre dels caraciformes.

## Taxonomia
- Rhytiodus argenteofuscus (Kner, 1858)[2]
- Rhytiodus elongatus (Steindachner, 1908)[3]
- Rhytiodus lauzannei (Géry, 1987)[4]
- Rhytiodus microlepis (Kner, 1858)[2][5][6][7][8][9][10]